# The Bodley Head
The Bodley Head is een Engelse uitgever, opgericht in 1887. Deze bestond als onafhankelijke uitgever tot in de jaren 1970. De naam is daarna gebruikt als handelsnaam voor Random House Children's Books van  1987 tot 2008. In april 2008 herleefde de naam voor een non-fictie kwaliteitsuitgeverij binnen het uitgeversconcern Random House.